# 비다 벤치에네
비다 벤치에네(리투아니아어: Vida Vencienė, 러시아어: Ви́да Станисла́вовна Венцене 비다 스타니슬라보브나 벤체네[*], 1961년 5월 28일 ~ )는 리투아니아의 전직 크로스컨트리 스키 선수로 소련을 대표했고 나중에 리투아니아를 대표했다. 그녀는 1988년 캘거리 동계 올림픽때 10km에서 금메달을 획득했고 5km에서 동메달을 획득했다.
그녀는 1989년 FIS 노르딕 세계 스키 선수권 대회 30km 부문에서 7위를 했다.